# Majaniw
Majaniw (ukrainisch Маянів, russisch Маянов Majanow) ist ein Dorf im Zentrum der ukrainischen Oblast Winnyzja mit etwa 370 Einwohnern (2004).

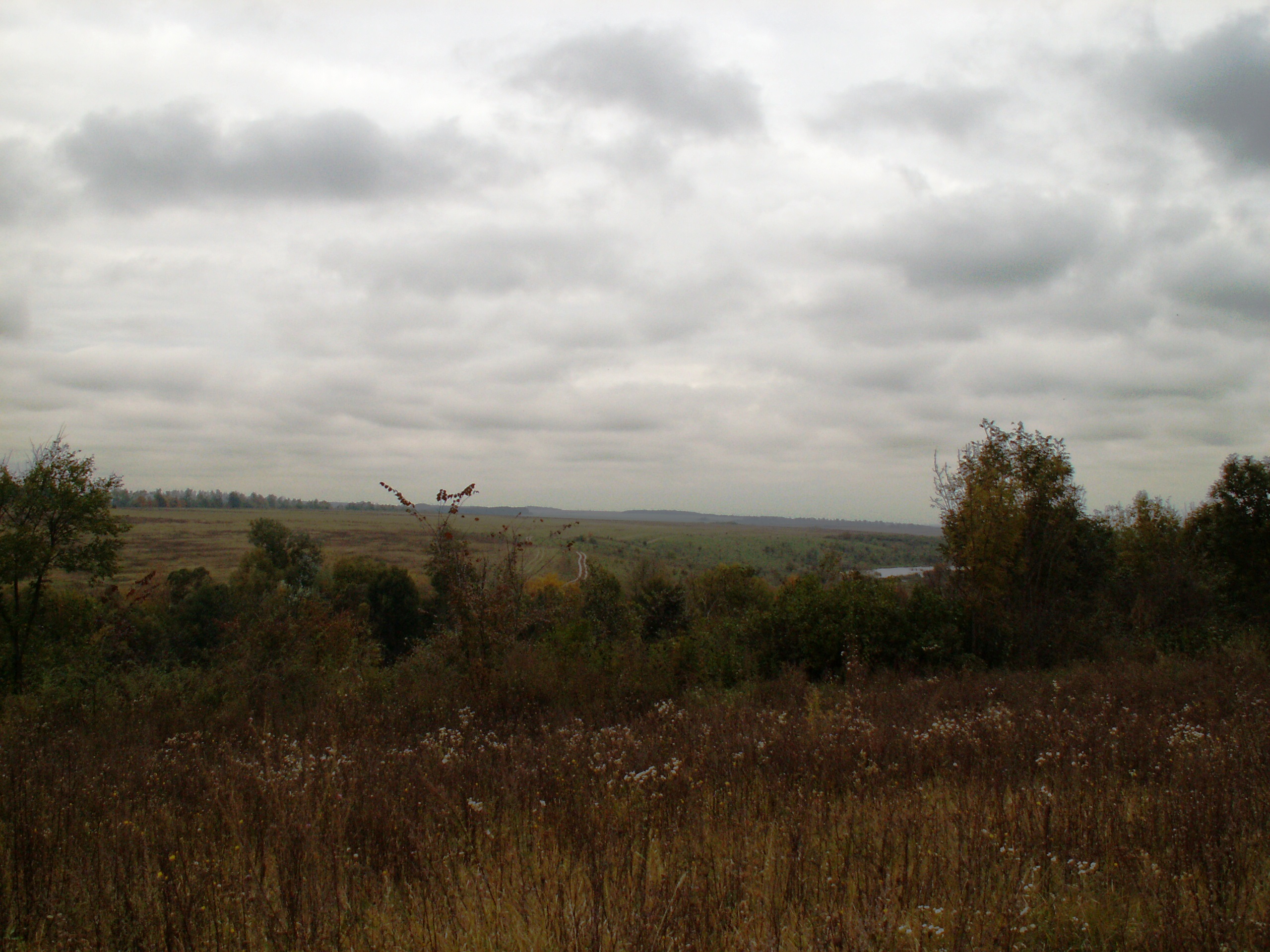
Landschaft bei Majaniw

Das 1618 erstmals schriftlich erwähnte Dorf hat eine Fläche von 16,29 km² und liegt auf 274 m Höhe an der Territorialstraße T–20–42 15 km westlich vom ehemaligen Rajonzentrum Tywriw und 35 km südlich vom Oblastzentrum Winnyzja.
Am 12. Juni 2020 wurde das Dorf ein Teil der neugegründeten Stadtgemeinde Hniwan, bis dahin war sie ein Teil der Landratsgemeinde Woroschyliwka (Ворошилівська сільська рада/Woroschiliwska silska rada) im Westen des Rajons Tywriw.
Am 12. Juni 2020 kamen noch die 7 in der untenstehenden Tabelle aufgelisteten Dörfer zum Gemeindegebiet.
Am 17. Juli 2020 kam es im Zuge einer großen Rajonsreform zum Anschluss des Rajonsgebietes an den Rajon Winnyzja.

## Persönlichkeiten
- Im Dorf kam 1885 der ukrainische Dichter und Übersetzer Wolodymyr Swidsinskyj zur Welt.